# Campionat del Món de Clubs d'hoquei sobre patins masculí 2008
La segona edició del Campionat del Món de Clubs d'hoquei patins masculí se celebrà entre el 22 i el 28 de setembre de 2008 al Pavelló Olímpic de Reus (Catalunya). El 25 de juny s'efectuà el sorteig i la presentació oficial del Campionat. Tots els partits disputats per l'Alnimar Reus Deportiu foren retransmesos en directe pel Canal Reus Televisió.
El dissabte 27 a les 18:30h es disputà un amistós entre les seleccions catalanes femenines absoluta i sots-19, com a entreteniment entre la primera i la segona semifinal.

## Participants
| Grup A | Grup A            |
| ------ | ----------------- |
|        | Coinasa Liceo     |
|        | Concepción PC     |
|        | Sport Club Recife |
|        | ERG Iserlohn      |

| Grup B | Grup B                 |
| ------ | ---------------------- |
|        | Barcelona Sorli Discau |
|        | Petro de Luanda        |
|        | Centro Valenciano      |
|        | OC Barcelos            |

| Grup C | Grup C          |
| ------ | --------------- |
|        | Alnimar Reus    |
|        | Hockey Valdagno |
|        | RHC Wimmis      |
|        | Decatur HC      |

| Grup D | Grup D            |
| ------ | ----------------- |
|        | UD Oliveirense    |
|        | GDJ Viana         |
|        | HC Quévert        |
|        | Bassano Hockey 54 |

## Llegenda
| Pts = Punts totals PJ = Partits jugats PG = Partits guanyats PE = Partits empatats PP = Partits perduts GF = Gols a favor |  | GC = Gols en contra DG = Diferència de gols (GF-GC) Ressaltat en verd = Equip classificat per a la fase final. Ressaltat en vermell = Equip eliminat per a la fase final. (p) = Gol de penalti (pro.) = Gol en pròrroga |  |  |

## Fase Regular

### Grup A
| Equip             | Pts | PJ | PG | PE | PP | GF | GC | DG  |
| ----------------- | --- | -- | -- | -- | -- | -- | -- | --- |
| Coinasa Liceo     | 9   | 3  | 3  | 0  | 0  | 27 | 5  | +22 |
| Concepción PC     | 6   | 3  | 2  | 0  | 1  | 21 | 7  | +14 |
| ERG Iserlohn      | 3   | 3  | 1  | 0  | 2  | 8  | 14 | -6  |
| Sport Club Recife | 0   | 3  | 0  | 0  | 3  | 3  | 33 | -30 |

| 22 de setembre de 2008 15:30 |      |                   |                                                                                |
| Concepción PC                | 12-1 | Sport Club Recife | Pavelló Olímpic de Reus Àrbitres: Fermí i Piuto Assistència: 1.300 espectadors |
|                              |      |                   | Pavelló Olímpic de Reus Àrbitres: Fermí i Piuto Assistència: 1.300 espectadors |

| 22 de setembre de 2008 17:00 |     |              |                                                                                  |
| Coinasa Liceo                | 7-1 | ERG Iserlohn | Pavelló Olímpic de Reus Àrbitres: Agra i Lameiras Assistència: 1.300 espectadors |
|                              |     |              | Pavelló Olímpic de Reus Àrbitres: Agra i Lameiras Assistència: 1.300 espectadors |

| 23 de setembre de 2008 15:30 |     |                                     |                                                                                |
| Concepción PC                | 3-4 | Coinasa Liceo                       | Pavelló Olímpic de Reus Àrbitres: Pinto i Fermí Assistència: 1.200 espectadors |
| Bueno (1) Salinas (2)        |     | Grasas (1) Álvarez (2) Bargalló (1) | Pavelló Olímpic de Reus Àrbitres: Pinto i Fermí Assistència: 1.200 espectadors |

| 23 de setembre de 2008 17:00 |     |                                              |                                                                                    |
| Sport Club Recife            | 1-5 | ERG Iserlohn                                 | Pavelló Olímpic de Reus Àrbitres: Armati i Lameiras Assistència: 1.200 espectadors |
| Neto (1)                     |     | Nunez (1) Bender (1) Carvalho (2) Paczia (1) | Pavelló Olímpic de Reus Àrbitres: Armati i Lameiras Assistència: 1.200 espectadors |

| 24 de setembre de 2008 15:30 |     |                                                            |                                                                               |
| ERG Iserlohn                 | 2-6 | Concepción PC                                              | Pavelló Olímpic de Reus Àrbitres: Zonta i Armati Assistència: 700 espectadors |
| Nunez (1) Pereira (1)        |     | Bueno (1) Rodríguez (1) Fuentes (1) Martín (1) Salinas (2) | Pavelló Olímpic de Reus Àrbitres: Zonta i Armati Assistència: 700 espectadors |

| 24 de setembre de 2008 17:00                                                |      |                   |                                                                                   |
| Coinasa Liceo                                                               | 16-1 | Sport Club Recife | Pavelló Olímpic de Reus Àrbitres: Fermí i Tartarelli Assistència: 700 espectadors |
| Lamas (2) Grasas (1) Gende (3) Payero (2) Álvarez (7) Reinaldo Bargalló (1) |      | Neto (1)          | Pavelló Olímpic de Reus Àrbitres: Fermí i Tartarelli Assistència: 700 espectadors |

### Grup B
| Equip                  | Pts | PJ | PG | PE | PP | GF | GC | DG |
| ---------------------- | --- | -- | -- | -- | -- | -- | -- | -- |
| Barcelona Sorli Discau | 7   | 3  | 2  | 1  | 0  | 8  | 2  | +6 |
| Centro Valenciano      | 6   | 3  | 2  | 0  | 1  | 10 | 5  | +5 |
| OC Barcelos            | 4   | 3  | 1  | 1  | 1  | 4  | 6  | -2 |
| Petro de Luanda        | 0   | 3  | 0  | 0  | 3  | 3  | 12 | -9 |

| 22 de setembre de 2008 9:00 |     |                   |                                                                                  |
| Petro de Luanda             | 0-5 | Centro Valenciano | Pavelló Olímpic de Reus Àrbitres: Fermí i Leandro Assistència: 1.300 espectadors |
|                             |     |                   | Pavelló Olímpic de Reus Àrbitres: Fermí i Leandro Assistència: 1.300 espectadors |

| 22 de setembre de 2008 20:00 |     |             |                                                                                |
| Barcelona Sorli Discau       | 0-0 | OC Barcelos | Pavelló Olímpic de Reus Àrbitres: Armati i Agra Assistència: 1.300 espectadors |
|                              |     |             | Pavelló Olímpic de Reus Àrbitres: Armati i Agra Assistència: 1.300 espectadors |

| 23 de setembre de 2008 12:00 |     |                     |                                                                                  |
| Petro de Luanda              | 1-3 | OC Barcelos         | Pavelló Olímpic de Reus Àrbitres: Leandro i Zonta Assistència: 1.200 espectadors |
| Maturano (1)                 |     | Braga (1) Costa (2) | Pavelló Olímpic de Reus Àrbitres: Leandro i Zonta Assistència: 1.200 espectadors |

| 23 de setembre de 2008 18:30 |     |                                                  |                                                                                     |
| Centro Valenciano            | 0-4 | Barcelona Sorli Discau                           | Pavelló Olímpic de Reus Àrbitres: Zonta i Tartarelli Assistència: 1.200 espectadors |
|                              |     | Teixidó 4' Borregán 16' Masoliver 18' Ordeig 30' | Pavelló Olímpic de Reus Àrbitres: Zonta i Tartarelli Assistència: 1.200 espectadors |

| 24 de setembre de 2008 9:00 |     |                                    |                                                                              |
| OC Barcelos                 | 1-5 | Centro Valenciano                  | Pavelló Olímpic de Reus Àrbitres: Gómez i Fermí Assistència: 700 espectadors |
| Ribeiro (1)                 |     | Babic (1) P. Garces (3) Garcia (1) | Pavelló Olímpic de Reus Àrbitres: Gómez i Fermí Assistència: 700 espectadors |

| 24 de setembre de 2008 18:30       |     |                          |                                                                                 |
| Barcelona Sorli Discau             | 4-2 | Petro de Luanda          | Pavelló Olímpic de Reus Àrbitres: Lameiras i Pinto Assistència: 700 espectadors |
| Masoliver 2', 13' Borregán 4', 35' |     | Cardoso 26' Maturano 30' | Pavelló Olímpic de Reus Àrbitres: Lameiras i Pinto Assistència: 700 espectadors |

### Grup C
| Equip           | Pts | PJ | PG | PE | PP | GF | GC | DG  |
| --------------- | --- | -- | -- | -- | -- | -- | -- | --- |
| Alnimar Reus    | 9   | 3  | 3  | 0  | 0  | 14 | 2  | +12 |
| Hockey Valdagno | 6   | 3  | 2  | 0  | 1  | 13 | 5  | +8  |
| Decatur HC      | 3   | 3  | 1  | 0  | 2  | 4  | 16 | -12 |
| RHC Wimmis      | 0   | 3  | 0  | 0  | 3  | 4  | 12 | -8  |

| 22 de setembre de 2008 12:00 |     |                 |                                                                                      |
| Decatur HC                   | 1-7 | Hockey Valdagno | Pavelló Olímpic de Reus Àrbitres: Sandoval i Lameiras Assistència: 1.300 espectadors |
|                              |     |                 | Pavelló Olímpic de Reus Àrbitres: Sandoval i Lameiras Assistència: 1.300 espectadors |

| 22 de setembre de 2008 21:30           |     |            |                                                                                  |
| Alnimar Reus                           | 4-1 | RHC Wimmis | Pavelló Olímpic de Reus Àrbitres: Lameira i Pinto Assistència: 1.300 espectadors |
| Gil 11' Gual 18' Sánchez 26' Caldú 36' |     | Munger 9'  | Pavelló Olímpic de Reus Àrbitres: Lameira i Pinto Assistència: 1.300 espectadors |

| 23 de setembre de 2008 10:30 |     |            |                                                                                   |
| Decatur HC                   | 2-1 | RHC Wimmis | Pavelló Olímpic de Reus Àrbitres: Gómez i Tarameli Assistència: 1.200 espectadors |
| Sordahly (2)                 |     | Wirth (1)  | Pavelló Olímpic de Reus Àrbitres: Gómez i Tarameli Assistència: 1.200 espectadors |

| 23 de setembre de 2008 21:30 |     |                      |                                                                                   |
| Hockey Valdagno              | 0-2 | Alnimar Reus         | Pavelló Olímpic de Reus Àrbitres: Pinto i Lameiras Assistència: 1.200 espectadors |
|                              |     | Caldú 4' Sánchez 13' | Pavelló Olímpic de Reus Àrbitres: Pinto i Lameiras Assistència: 1.200 espectadors |

| 24 de setembre de 2008 12:00 |     |                                     |                                                                             |
| RHC Wimmis                   | 2-6 | Hockey Valdagno                     | Pavelló Olímpic de Reus Àrbitres: Pinto i Agra Assistència: 700 espectadors |
| Ingold (1) Leubenger (1)     |     | D. Motaran (1) Nicolia (4) Raed (1) | Pavelló Olímpic de Reus Àrbitres: Pinto i Agra Assistència: 700 espectadors |

| 24 de setembre de 2008 21:30                                  |     |            |                                                                             |
| Alnimar Reus                                                  | 8-1 | Decatur HC | Pavelló Olímpic de Reus Àrbitres: Agra i Zonta Assistència: 700 espectadors |
| Gual 6' Gil 11' Sánchez 15', 32' Molet 19', 36', 38' Páez 35' |     | Helder 9'  | Pavelló Olímpic de Reus Àrbitres: Agra i Zonta Assistència: 700 espectadors |

### Grup D
| Equip             | Pts | PJ | PG | PE | PP | GF | GC | DG  |
| ----------------- | --- | -- | -- | -- | -- | -- | -- | --- |
| Bassano Hockey 54 | 6   | 3  | 2  | 0  | 1  | 16 | 8  | +8  |
| UD Oliveirense    | 6   | 3  | 2  | 0  | 1  | 14 | 9  | +5  |
| HC Quévert        | 6   | 3  | 2  | 0  | 1  | 14 | 12 | +2  |
| GDJ Viana         | 0   | 3  | 0  | 0  | 3  | 7  | 22 | -15 |

| 22 de setembre de 2008 10:30 |     |            |                                                                                 |
| Bassano Hockey 54            | 6-4 | HC Quévert | Pavelló Olímpic de Reus Àrbitres: Armati i Pinto Assistència: 1.300 espectadors |
|                              |     |            | Pavelló Olímpic de Reus Àrbitres: Armati i Pinto Assistència: 1.300 espectadors |

| 22 de setembre de 2008 18:30 |     |                |                                                                                    |
| GDJ Viana                    | 3-8 | UD Oliveirense | Pavelló Olímpic de Reus Àrbitres: Sandoval i Fermín Assistència: 1.300 espectadors |
|                              |     |                | Pavelló Olímpic de Reus Àrbitres: Sandoval i Fermín Assistència: 1.300 espectadors |

| 23 de setembre de 2008 9:00         |     |                                             |                                                                                    |
| GDJ Viana                           | 3-6 | HC Quévert                                  | Pavelló Olímpic de Reus Àrbitres: Sandoval i Armati Assistència: 1.200 espectadors |
| Suárez (1) Juárez (1) Bachiessa (1) |     | Hamon (1) Landrin (1) Sturlat (2) Camps (2) | Pavelló Olímpic de Reus Àrbitres: Sandoval i Armati Assistència: 1.200 espectadors |

| 23 de setembre de 2008 20:00 |     |                   |                                                                  |
| UD Oliveirense               | 3-2 | Bassano Hockey 54 | Pavelló Olímpic de Reus Àrbitres: Assistència: 1.200 espectadors |
|                              |     |                   | Pavelló Olímpic de Reus Àrbitres: Assistència: 1.200 espectadors |

| 24 de setembre de 2008 10:30 |     |                                      |                                                                                      |
| HC Quévert                   | 4-3 | UD Oliveirense                       | Pavelló Olímpic de Reus Àrbitres: Tartarelli i Sandoval Assistència: 700 espectadors |
| Landrin (2) Camps (2)        |     | Resende (1) Santos (1) Fortunato (1) | Pavelló Olímpic de Reus Àrbitres: Tartarelli i Sandoval Assistència: 700 espectadors |

| 24 de setembre de 2008 20:00            |     |            |                                                                               |
| Bassano Hockey 54                       | 8-1 | GDJ Viana  | Pavelló Olímpic de Reus Àrbitres: Armati i Gómez Assistència: 700 espectadors |
| Antezza (4) Zen (1) Silva (1) Selva (2) |     | Suárez (1) | Pavelló Olímpic de Reus Àrbitres: Armati i Gómez Assistència: 700 espectadors |

## Fase Final
|  | Quarts de final                               | Quarts de final                               |                                               |                   | Semifinals      | Semifinals  |  |  | Final                                         | Final |
|  |                                               |                                               |                                               |                   |                 |             |  |  |                                               |       |
|  | 26 de setembre - Reus Pavelló Olímpic de Reus |                                               |                                               |                   |                 |             |  |  |                                               |       |
|  |                                               |                                               |                                               |                   |                 |             |  |  |                                               |       |
|  | Coinasa Liceo                                 | 3                                             |                                               |                   |                 |             |  |  |                                               |       |
|  | Coinasa Liceo                                 | 3                                             | 27 de setembre - Reus Pavelló Olímpic de Reus |                   |                 |             |  |  |                                               |       |
|  | Hockey Valdagno                               | 5                                             |                                               |                   |                 |             |  |  |                                               |       |
|  | Hockey Valdagno                               | 5                                             | Hockey Valdagno                               | 1                 |                 |             |  |  |                                               |       |
|  | 26 de setembre - Reus Pavelló Olímpic de Reus |                                               | Hockey Valdagno                               | 1                 |                 |             |  |  |                                               |       |
|  |                                               | Barcelona Sorli Discau                        | 2                                             |                   |                 |             |  |  |                                               |       |
|  | Barcelona Sorli Discau                        | Barcelona Sorli Discau                        | 2                                             | 2*                |                 |             |  |  |                                               |       |
|  | Barcelona Sorli Discau                        |                                               | 28 de setembre - Reus Pavelló Olímpic de Reus | 2*                |                 |             |  |  |                                               |       |
|  | UD Oliveirense                                | 2                                             |                                               |                   |                 |             |  |  |                                               |       |
|  | UD Oliveirense                                | 2                                             | Barcelona Sorli Discau                        | 0                 |                 |             |  |  |                                               |       |
|  | 26 de setembre - Reus Pavelló Olímpic de Reus |                                               | Barcelona Sorli Discau                        | 0                 |                 |             |  |  |                                               |       |
|  |                                               | Alnimar Reus                                  | 1                                             |                   |                 |             |  |  |                                               |       |
|  | Bassano Hockey 54                             | Alnimar Reus                                  | 1                                             | 5                 |                 |             |  |  |                                               |       |
|  | Bassano Hockey 54                             | 27 de setembre - Reus Pavelló Olímpic de Reus |                                               | 5                 |                 |             |  |  |                                               |       |
|  | Centro Valenciano                             | 2                                             |                                               |                   |                 |             |  |  |                                               |       |
|  | Centro Valenciano                             | 2                                             | Bassano Hockey 54                             | 1                 | Tercer lloc     | Tercer lloc |  |  |                                               |       |
|  | 26 de setembre - Reus Pavelló Olímpic de Reus |                                               | Bassano Hockey 54                             | 1                 | Tercer lloc     | Tercer lloc |  |  |                                               |       |
|  |                                               | Alnimar Reus                                  | 1*                                            |                   |                 |             |  |  |                                               |       |
|  | Alnimar Reus                                  | Alnimar Reus                                  | 1*                                            | 4                 | Hockey Valdagno | 1           |  |  |                                               |       |
|  | Alnimar Reus                                  |                                               |                                               | 4                 | Hockey Valdagno | 1           |  |  |                                               |       |
|  | Concepción PC                                 | 1                                             |                                               | Bassano Hockey 54 | 4               |             |  |  |                                               |       |
|  | Concepción PC                                 | 1                                             |                                               |                   | 4               |             |  |  |                                               |       |
|  |                                               |                                               |                                               |                   |                 |             |  |  | 28 de setembre - Reus Pavelló Olímpic de Reus |       |
|  |                                               |                                               |                                               |                   |                 |             |  |  |                                               |       |

### Quarts de final
| 26 de setembre de 2008 16:30        |     |                                              |                                                   |
| Coinasa Liceo                       | 3-5 | Hockey Valdagno                              | Pavelló Olímpic de Reus Àrbitres: Agra i Lameiras |
| Reinaldo (1) Payero (1) Álvarez (1) |     | Cocco (1) Raed (2) Heras (1) (p) Pranovi (1) | Pavelló Olímpic de Reus Àrbitres: Agra i Lameiras |

| 26 de setembre de 2008 18:00            |                  |                      |                                                     |
| Barcelona Sorli Discau                  | 2-2 penals (1-0) | UD Oliveirense       | Pavelló Olímpic de Reus Àrbitres: Tararelli i Fermi |
| Panadero 7' Páez 15' Borregán (p. pro.) |                  | Santos 14' Neves '39 | Pavelló Olímpic de Reus Àrbitres: Tararelli i Fermi |

| 26 de setembre de 2008 19:30                  |     |                          |                                                  |
| Bassano Hockey 54                             | 5-2 | Centro Valenciano        | Pavelló Olímpic de Reus Àrbitres: Armati i Pinto |
| Antezza 1', 29' Ábalos 6' Silva 34' Cacau 37' |     | Babic 10' (p) Garcés 11' | Pavelló Olímpic de Reus Àrbitres: Armati i Pinto |

| 26 de setembre de 2008 21:00      |     |               |                                                                               |
| Alnimar Reus                      | 4-1 | Concepción PC | Pavelló Olímpic de Reus Àrbitres: Zonta i Agra Assistència: 1.100 espectadors |
| Gual 25', 28' Gil 27' Sánchez 29' |     | Martín 39'    | Pavelló Olímpic de Reus Àrbitres: Zonta i Agra Assistència: 1.100 espectadors |

### Semifinals
| 27 de setembre de 2008 17:00 |     |                           |                                                     |
| Hockey Valdagno              | 1-2 | Barcelona Sorli Discau    | Pavelló Olímpic de Reus Àrbitres: Armati i Lameiras |
| Raed 28'                     |     | Panadero 37' Borregán 38' | Pavelló Olímpic de Reus Àrbitres: Armati i Lameiras |

| 27 de setembre de 2008 20:00           |                  |                             |                                                                               |
| Alnimar Reus                           | 1-1 penals (2-1) | Bassano Hockey 54           | Pavelló Olímpic de Reus Àrbitres: Pinto i Agra Assistència: 1.600 espectadors |
| Gil 18' Caldú (p. pro.) Pàez (p. pro.) |                  | Cacau 7' Mariotti (p. pro.) | Pavelló Olímpic de Reus Àrbitres: Pinto i Agra Assistència: 1.600 espectadors |

### Quinzè i setzè lloc
| 26 de setembre de 2008 10:30                                  |     |                                  |                                                    |
| GDJ Viana                                                     | 5-3 | Sport Club Recife                | Pavelló Olímpic de Reus Àrbitres: Lameiras i Fermí |
| Magallanes (1) Suárez (1) Chávez (1) Vieira (1) Bachiessa (1) |     | Moreira (1) Gouveia (1) Neto (1) | Pavelló Olímpic de Reus Àrbitres: Lameiras i Fermí |

### Tretzè i catorzè lloc
| 26 de setembre de 2008 12:00        |     |                                |                                                 |
| Petro de Luanda                     | 4-5 | RHC Wimmis                     | Pavelló Olímpic de Reus Àrbitres: Zonta i Galán |
| Martins (1) Cristal (2) Cardoso (1) |     | Wenger (2) Munger (1) Gmur (2) | Pavelló Olímpic de Reus Àrbitres: Zonta i Galán |

### Onzè i dotzè lloc
| 27 de setembre de 2008 9:30      |     |                       |                                         |
| ERG Iserlohn                     | 4-7 | Decatur HC            | Pavelló Olímpic de Reus Àrbitres: Galán |
| Nuñez (2) Bender (1) Pereira (1) |     | Helder (5) Torvik (2) | Pavelló Olímpic de Reus Àrbitres: Galán |

### Novè i desè lloc
| 27 de setembre de 2008 11:00 |     |             |                                                     |
| HC Quévert                   | 4-0 | OC Barcelos | Pavelló Olímpic de Reus Àrbitres: Salvatori i Gómez |
| Landrin (2) Camps (2)        |     |             | Pavelló Olímpic de Reus Àrbitres: Salvatori i Gómez |

### Setè i vuitè lloc
| 28 de setembre de 2008 12:30    |     |                       |                                                 |
| Centro Valenciano               | 4-2 | Concepción PC         | Pavelló Olímpic de Reus Àrbitres: Fermí i Galán |
| Babic (2) Correa (1) García (1) |     | Bueno (1) Salinas (1) | Pavelló Olímpic de Reus Àrbitres: Fermí i Galán |

### Cinquè i sisè lloc
| 28 de setembre de 2008 15:15                |     |                       |                                                |
| UD Oliveirense                              | 4-2 | Coinasa Liceo         | Pavelló Olímpic de Reus Àrbitres: Zonta i Agra |
| Neves (1) Fortunado (1) Bras (1) Santos (1) |     | Lamas (1) Álvarez (1) | Pavelló Olímpic de Reus Àrbitres: Zonta i Agra |

### Tercer i quart lloc
| 28 de setembre de 2008 16:00 |     |                                                      |                                                |
| Hockey Valdagno              | 1-4 | Bassano Hockey 54                                    | Pavelló Olímpic de Reus Àrbitres: Agra i Gómez |
| Motaran 27'                  |     | Antezza 6' Mariotti 14' (p) Ábalos 34' (p) Cacau 37' | Pavelló Olímpic de Reus Àrbitres: Agra i Gómez |

### Final
| 28 de setembre de 2008 17:30 |     |                        |                                                                                |
| Alnimar Reus                 | 1-0 | Barcelona Sorli Discau | Pavelló Olímpic de Reus Àrbitres: Pinto i Fermi Assistència: 2.900 espectadors |
| Paéz 40' (pro.)              |     |                        | Pavelló Olímpic de Reus Àrbitres: Pinto i Fermi Assistència: 2.900 espectadors |

|                              |
| Campió ALNIMAR REUS DEPORTIU |

## Classificació final
| Equip | Equip                  | Pts | PJ | PG | PE | PP | GF | GC | DG  | Rend  |
| ----- | ---------------------- | --- | -- | -- | -- | -- | -- | -- | --- | ----- |
| 1r    | Alnimar Reus           | 18  | 6  | 6  | 0  | 0  | 22 | 5  | +17 | 100%  |
| 2n    | Barcelona Sorli Discau | 13  | 6  | 4  | 1  | 1  | 13 | 6  | +7  | 72,2% |
| 3r    | Bassano Hockey 54      | 12  | 6  | 4  | 0  | 2  | 27 | 14 | +13 | 66,6% |
| 4t    | Hockey Valdagno        | 9   | 6  | 3  | 0  | 3  | 20 | 14 | +6  | 50%   |
| 5è    | UD Oliveirense         | 9   | 5  | 3  | 0  | 2  | 20 | 14 | +6  | 60%   |
| 6è    | Coinasa Liceo          | 9   | 5  | 3  | 0  | 2  | 32 | 14 | +18 | 60%   |
| 7è    | Centro Valenciano      | 9   | 5  | 3  | 0  | 2  | 16 | 12 | +4  | 60%   |
| 8è    | Concepción PC          | 6   | 5  | 2  | 0  | 3  | 24 | 15 | +9  | 40%   |
| 9è    | HC Quévert             | 9   | 4  | 3  | 0  | 1  | 18 | 12 | +6  | 75%   |
| 10è   | OC Barcelos            | 4   | 4  | 1  | 1  | 2  | 4  | 10 | -6  | 33,3% |
| 11è   | Decatur HC             | 6   | 4  | 2  | 0  | 2  | 11 | 20 | -9  | 50%   |
| 12è   | ERG Iserlohn           | 3   | 4  | 1  | 0  | 3  | 12 | 21 | -11 | 25%   |
| 13è   | RHC Wimmis             | 3   | 4  | 1  | 0  | 3  | 9  | 16 | -7  | 25%   |
| 14è   | Petro de Luanda        | 0   | 4  | 0  | 0  | 4  | 7  | 17 | -10 | 0%    |
| 15è   | GDJ Viana              | 3   | 4  | 1  | 0  | 3  | 12 | 25 | -13 | 25%   |
| 16è   | Sport Club Recife      | 0   | 4  | 0  | 0  | 4  | 6  | 38 | -32 | 0%    |